# Alianza anglo-francesa
 Este artículo cubre la Alianza anglo-francesa entre 1716 y 1731. Para la alianza que ha existido desde 1904 véase Entente Cordiale
La Alianza anglo-francesa es el nombre de la alianza entre el Gran Bretaña y Francia entre 1716 y 1731. Formó parte de la majestuosa cuadrilla en el que las grandes potencias de Europa repetidamente socios pasaron a tratar de construir una alianza superior.

## Creación
Después del final de la guerra de sucesión española a través del Tratado de Utrecht, los intereses británicos y franceses convergieron a su antojo para detener la expansión del poder español y ruso. Francia enfrenta una sucesión incierta como su Rey Luis XV es actualmente. Gran Bretaña no se fiaba de alienar a la Francia mucho más grande. Los dos estados colaboraron juntos durante la guerra de la Cuádruple Alianza para detener un intento por parte de los españoles conquistar territorios italianos. Poco después, se las arreglaron para detener el avance ruso a través del Báltico.

## Fin de la Alianza
El nacimiento de un Dauphin en 1725 [cita requerida] comenzó a disolver el interés francés en la alianza, ya que su futuro es cada vez más seguro. En Gran Bretaña, un grupo de austrófilos sugiere que Austria sería, de hecho,un mejor socio potencial para Gran Bretaña. Las acciones del primer ministro francés, el cardenal Fleury eran cada vez más hostiles hacia Gran Bretaña. El fracaso de los franceses para apoyar a los británicos durante la Guerra anglo-española de 1727-29, convenció a muchos de que ya no eran un aliado confiable, pero en cambio se vuelve a la posición tradicional de un rival. El fin de la alianza nunca fue declarada formalmente, pero a principios de 1731 se consideró concluida en general.
En 1731 Gran Bretaña, la detección de la dirección que el cardenal Fleury estaba tomando Francia, llegó a la conclusión de la alianza con Austria. En 1742 Gran Bretaña y Francia estaban en bandos opuestos durante la guerra de Sucesión de Austria y su rivalidad colonial de América del Norte continuó. Algunos han sugerido que entre 1688 y 1815, Gran Bretaña y Francia eran los "enemigos naturales" y el período que se conoce como la Segunda guerra de los Cien Años, pero los diecisiete años que pasaron como aliados ha sido utilizado para cuestionar la teoría de que los dos estados eran enemigos implacables.

## Consecuencias
Después de la derrota de Napoleón I en la batalla de Waterloo en 1815, Gran Bretaña ayudó a restaurar la monarquía francesa al trono. A partir de entonces los dos estados se convirtieron en aliados informales, nunca más una guerra a partir de 2013. En 1904 los dos países llegaron a la conclusión de Entente Cordiale, una alianza dirigida a la comprobación de los poderes en expansión de Rusia y Alemania.